# 圣城航空工业公司
圣城航空工业公司（Qods Aviation Industries，简写为QAI）是一家设计和制造无人驾驶飞行器（UAV）的伊朗公司；是伊朗航空工业组织（IAIO）的子公司，该组织是隶属于伊朗国防和武装部队后勤部（MODAFL）的国有企业；据美国财政部称，该公司一直由伊斯兰革命卫队（IRGC）运营。
据联合国安全理事会称，該公司生产了无人机、降落伞、滑翔伞、滑翔伞和伊斯兰革命卫队使用的其他产品；据美国财政部称，伊斯兰革命卫队利用该公司为项目提供资金；与国防部后勤部签订了航空和防空项目的合同。

## 组建和变更
1985年伊朗伊斯兰革命卫队组建了该企业。2019年12月，伊朗将其商品名称从Qods Aviation Industries改为Light Aircraft Design and Manufacturing Industries。

## 业务职能
设计和制造轻型和超轻型无人机；据报道，在两伊战争期间生产了Mohajer 1无人机；在20世纪90年代中期开发了Mohajer 2无人机，在21世纪初开发了Mohajer 4无人机，在2017年开发了Mohajer 6无人机；开发了Tallash 1（Endeavor）和2 Hadaf 3000无人机，Saeqeh 1和2无人机，以及Mohajer 3（Dorna）无人机；除此外还设计和制造安全系统和监视相机。

## 制裁
2007年3月24日，被联合国安理会第1737（2006）号决议指定为伊朗伊斯兰革命卫队（IRGC）的一个实体；随后被联合国安理会第2231（2015）号决议指定；除了一些例外，该指定要求各国冻结该实体直接或间接拥有或控制的资产，并确保不向该实体提供资产。
2012年3月23日，被欧盟列为与伊朗扩散敏感核活动或伊朗发展核武器运载系统有关的实体；除一些例外情况，欧盟成员国必须冻结该实体直接或间接拥有或控制的资产，并防止向其提供资金。
2013年12月12日，根据针对大规模杀伤性武器及其运载系统扩散者的第13382号行政命令，该实体被列入美国财政部外国资产管制处（OFAC）的特别指定国民（SDN）名单，冻结其在美国管辖下的资产，并禁止与美国各方进行交易；为该实体提供交易便利或以其他方式协助该实体的外国各方将受到美国制裁。为该实体促进交易的外国金融机构可能被禁止在美国开设或维持代理账户或直通式账户。
受到澳大利亚和日本政府的制裁，限制与该实体的商业和金融交易和/或冻结其在这些国家的资产。
2021年，被日本政府列为与导弹和生物、化学和核武器有关的扩散的关注实体。
2015年，被英国政府列为与大规模杀伤性武器有关的采购的潜在关注实体，但2017年在英国撤回其伊朗名单后被删除。